# Henri Zongo
Henri Zongo (?- 19 de septiembre de 1989) fue un político y oficial militar burkinés. Fue una figura clave en la historia de Burkina Faso después de la independencia de Francia. Participó en los exitosos golpes de Estado de 1982 y 1983. Fue acusado de complicidad en un tercer golpe de Estado contra Blaise Compaoré, por lo que fue detenido y posteriormente ejecutado en 1989.

## Biografía
Zongo, Thomas Sankara, Jean-Baptiste Boukary Lingani y Blaise Compaoré formaron el núcleo interno de un grupo militar que llevó a cabo el exitoso golpe de Estado de 1983 que destituyó Jean-Baptiste Ouédraogo y llevó a Sankara al poder como presidente de Burkina Faso. El 4 de agosto de 1983, poco después del triunfo del golpe, Zongo fue designado ministro de Promoción Económica; un puesto que desempeñó hasta su muerte. También se desempeñó como ministro de Deportes de Alto Volta; donde pidió un boicot africano a los Juegos Olímpicos de Los Ángeles 1984.
Zongo, Lingani y Compaoré lideraron el golpe de Estado de 1987 que supuso el derrocamiento del capitán Thomas Sankara. Tras este derrocamiento, Compaoré tomó el poder al frente de un triunvirato del que también eran miembros Lingani y Zongo, quienes mantuvieron sus cargos, como ministro de Defensa Popular y ministro de Promoción Económica, respectivamente. El nuevo triunvirato se propuso deshacer las reformas económicas de Sankara, aunque su cooperación terminaría después de dos años.
El 18 de septiembre de 1989, mientras el presidente Compaoré se encontraba en una visita de Estado a China, el capitán Gilbert Diendéré, comandante del Regimiento de Seguridad Presidencial, descubrió un supuesto plan para llevar a cabo un golpe de Estado. Se suponía que el complot, descubierto justo antes del regreso del presidente al país, tendría lugar en el momento en que Compaoré aterrizara en el Aeropuerto de Uagadugú. Las fuentes difieren sobre lo que ocurriría entonces: algunos dicen que lo arrestarían a su llegada, otros que el avión iba a ser destruido. Lingani y Zongo, fueron señalados como los instigadores del intento de golpe y denunciados como fascistas. Un comunicado leído en la radio estatal decía: «Nuestro pueblo y la revolución, y sus militantes en todos los niveles, acaban de escapar, en la noche del 18 de septiembre de 1989, de un complot cobarde fomentado por elementos militares y fascistas liderados por algunos ambiciosos y antirrevolucionarios que están en la cima de la dirección política».
Jean-Baptiste Boukary Lingani, Henri Zongo y dos conspiradores anónimos fueron rápidamente arrestados y ejecutados sumariamente una vez que se descubrió el complot.